# Žluknutí
Žluknutí (též oxidace tuků) je proces oxidace dvojných vazeb nenasycených[zdroj?] mastných kyselin, obsažených především v tucích a jiných lipidech, vzdušným kyslíkem. Výsledkem tohoto procesu jsou nežádoucí produkty, zejména aldehydy a ketony, které negativně mění jak zdravotní působení, tak i chuťový projev a vůni potravin obsahujících nenasycené mastné kyseliny. Následkem je částečné nebo úplné znehodnocení potraviny.
Chemickou podstatou žluknutí je adice molekuly O2 vzdušného kyslíku na dvojnou vazbu mastné kyseliny za vzniku peroxidu, s následným štěpením uhlíkového řetězce:
… -CH=CH- … + O2 → …  … → … - CHO + OHC- …
za vzniku dvou koncových aldehydových skupin.
Tekuté oleje s vysokým podílem nenasycených mastných kyselin jsou k oxidaci náchylnější než tuhé tuky. Oxidaci podporuje působení ultrafialového záření a může být také urychlena vhodnými enzymy. Naopak potlačují ji tzv. antioxidanty.